# Anaxagoras (Mondkrater)
Anaxagoras ist ein Einschlagkrater auf dem Mond hoch im Norden auf der Mondvorderseite. Er überlagert den älteren Krater Goldschmidt im Osten. Weiter im Südosten liegt der Krater Barrow. Der Krater ist relativ jung, besitzt ein Strahlensystem und der Kraterrand ist kaum erodiert. Im Inneren befindet sich ein Zentralberg.
| Buchstabe | Position          | Durchmesser | Link |
| --------- | ----------------- | ----------- | ---- |
| A         | 72,25° N, 7,03° W | 18 km       |      |
| B         | 70,34° N, 11,4° W | 5 km        |      |

Der Krater wurde 1935 von der IAU nach dem griechischen Philosophen und Astronomen Anaxagoras benannt.

## Weblinks

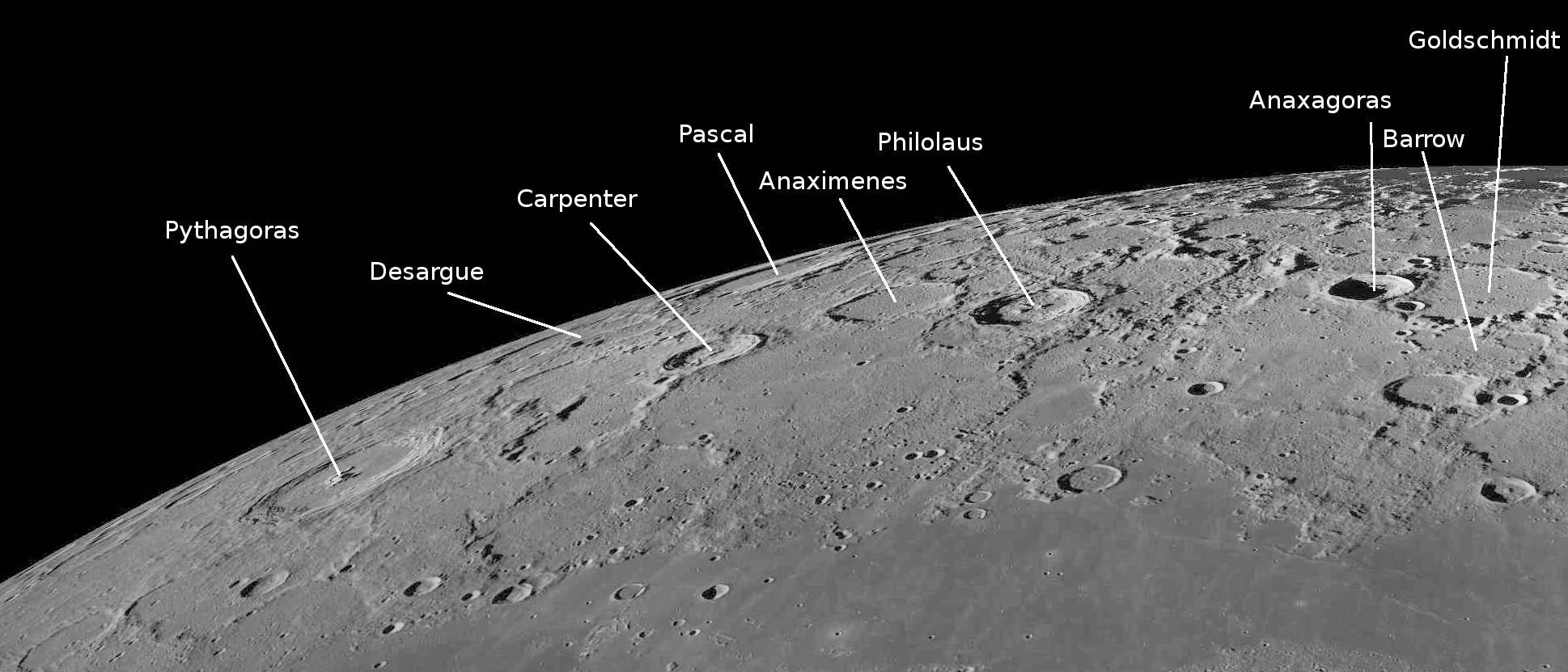
Nordwestlicher Mondrand mit Anaxagoras rechts oben.

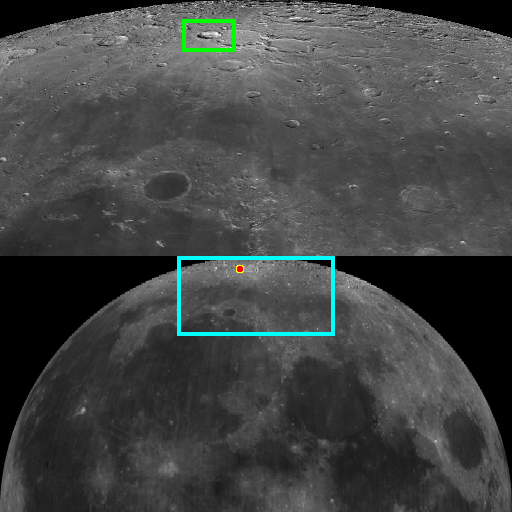
Lage von Anaxagoras